# Görögország hívójelkörzetei
Görögország részére az ITU a SV-SZ, J4 hívójelprefixeket rendelte. A hívójelkörzetek kialakítása részben követi az ország regionális felosztását.

## Görögország hívójelkörzetei[1][2][3][4]
| Körzet | Teljes | Csak VHF/UHF | SX                             | J4  |                                 |
| ------ | ------ | ------------ | ------------------------------ | --- | ------------------------------- |
| 1      | SV1    | SW1          |                                | J4  | Közép-Görögország               |
| 1      | SV1    | SW1          | Nyugat-Görögország felső része | J4  |                                 |
| 2      | SV2    | SW2          |                                | J4  | Közép-Makedónia                 |
| 2      | SV2    | SW2          | Nyugat-Makedónia               | J4  |                                 |
| 3      | SV3    | SW3          |                                | J4  | Peloponnészosz                  |
| 3      | SV3    | SW3          | Nyugat-Görögörszág alsó része  | J4  |                                 |
| 4      | SV4    | SW4          |                                | J4  | Thesszália                      |
| 5      | SV5    | SW5          | SX5                            | J45 | Dél-Égei szigetek (Dodekanézia) |
| 6      | SV6    | SW6          |                                | J4  | Epirusz                         |
| 7      | SV7    | SW7          |                                | J4  | Kelet-Makedónia és Trákia       |
| 8      | SV8    | SW8          |                                | J4  | Észak-Égei szigetek             |
| 8      | SV8    | SW8          | Jón-szigetek                   | J4  |                                 |
| 9      | SV9    | SW9          | SX9                            | J49 | Kréta                           |

## Körzetesítetlen/egyéb prefixek
| SV[0..9]A | Athos-hegy                                         |
| SY        | Athos-hegy                                         |
| SV0       | Külföldi látogatók számára ideiglenes hívójelekhez |
| SZ        | Körzetesítetlen                                    |

## Lajstromjel
Vízi és légi járművek lajstromjelezéséhez az SX prefixet használják.